# 문재철
문재철(文在喆, 1883년 ~ 1955년 7월 20일)은 일제강점기의 지주, 기업인이다.

## 생애
현재 전라남도 신안군에 속하는 섬 암태도에서 바닷물로 소금을 제조하는 염전업을 경영하는 집안에서 태어났다. 문재철 일가는 선상무역으로 부를 쌓아갔고, 1897년 목포 개항과 함께 문재철이 목포로 이주하여 대지주가로 성장시켰다.
1910년 한일 병합 조약에 체결된 뒤 식민 통치 자문을 위해 중앙에는 조선총독부 중추원이 설치되고, 각 도에는 참여관과 참사관, 각 군에는 참사라는 직책이 신설되었다. 문재철은 지도군 참사를 지낸 것을 시작으로 1930년대에는 전남도회 의원 및 도평의원 등을 역임하며 지역 유지로 활동했다.
이 기간 중 사업도 계속 확대되어 대자본가로 성장할 수 있었다. 1919년 목포창고주식회사 취체역에 취임했고, 1923년 남일운수주식회사 취체역 사장을 지내며 물류업을 겸해, 1920년대 후반 문재철의 지주 경영지는 약 300만 평에 달했다.
1920년대 중반 문재철 일가의 본거지였던 암태도를 시작으로 도초도, 자은도, 지도 등에서 계속 대규모 소작쟁의가 일어났는데, 문재철은 농장식 경영으로 이에 적절히 대처하고 1935년 선일척산주식회사를 설립하는 등 1930년대 후반 활발하던 간척지 개간사업을 주도했다. 1940년 당시 문재철이 소유한 토지는 약 500만 평으로 집계된다. 이와 같은 경영방식은 한국 자본주의의 시초로 평가받고 있다.
문재철은 1920년대 일제의 저미가정책으로 수익의 감소분을 충당하기 위해 소작료를 증수하려 하였고, 암태도에서 7~8할의 소작료를 징수하였다. 이는 타 지역의 소작료와 비슷한 수준이었지만, 고율 소작료에 시달리던 암태도 소작인들은 1923년 9월 서태석의 주도로 '암태소작회'를 결성하고, 지주 문재철에 대하여 4할로 내려줄 것을 요청했다. 그러나 문재철은 이윤상의 문제로 이를 받아들이지 않았다. 이에 격분한 암태소작회는 문재철의 부친의 공로비를 무단으로 훼손하고, 소작인과 지주의 갈등은 심화되었다. 법적인 공방끝에 법원은 문재철의 손을 들어주었지만, 문재철은 소작료를 소작인들의 의견을 수렴하여 소작료를 4할로 조정해주었다. 암태도 소작쟁의는 20년대 대표적인 소작쟁의로 전국적인, 특히, 서해안 여러 섬의 소작쟁의를 일으키는 계기가 되었으며, 지주와 그를 비호하는 일제 관헌에 대항한 항일운동이었다. 또한, 근현대사 최초의 성공적인 노사분규의 사례로 기록되고 있다.
1941년 윤치호가 전쟁 지원을 위해 결성한 흥아보국단의 전라남도 도위원을 지냈고, 조선임전보국단의 평의원도 역임했다. 1941년 목포에 문태학원을 설립해 문태고등학교를 세우는 등 민족교육 사업을 벌였다. 암태도 소작쟁의 이후 문재철은 암태청년회장 박복영을 통해 상해임시정부의 자금을 조달하기도 하였다.

## 사후
문재철 사후 문태학원 이사장직은 아들 문영호와 며느리, 손자 문익수가 물려받았다. 문영호는 한국 최초의 권투 국제심판이었고, 문익수는 스포츠 심리학자로 고려대학교 교수이다. 한편 학교를 제외한 재산은 대한민국 행정자치부의 '조상 땅 찾아주기' 사업으로 문영호의 배다른 형제들이 전남 지역에서 땅 15만 평을 찾아간 적이 있다.
1993년 국민훈장 동백장을 추서받았으며, 2009년 민족문제연구소가 친일인명사전에 수록하기 위해 정리한 친일인명사전 수록예정자 명단 중 지역유력자 분야에 등재되었다. 그러나 2009년 말 친일인명사전에서는 자본가로서 민족을 위한 교육사업, 상해임시정부의 자금조달과 같은 공로를 세운 것을 인정받아 친일명단에서 제외되게 되었다.
암태도 소작쟁의를 농민운동의 관점에서 다룬 송기숙의 소설 《암태도》에는 문재철이 실명으로 등장한다.

## 같이 보기
- 암태도 소작쟁의
- 문태고등학교
- 흥아보국단
- 조선임전보국단

## 참고자료
- 반민족문제연구소 (1993년 3월 1일). 〈문재철 : 암태도 소작쟁의 야기한 친일 거대지주 (박천우)〉. 《친일파 99인 2》. 서울: 돌베개. ISBN 9788971990124.
- 김준 (2005년 12월 5일). “일제강점기 소작쟁의의 무대 '암태도' - [섬이야기-16] 마늘과 김 양식으로 살아간다”. 오마이뉴스. 2008년 2월 20일에 확인함. |제목=에 지움 문자가 있음(위치 1) (도움말)